# Julie Récamier

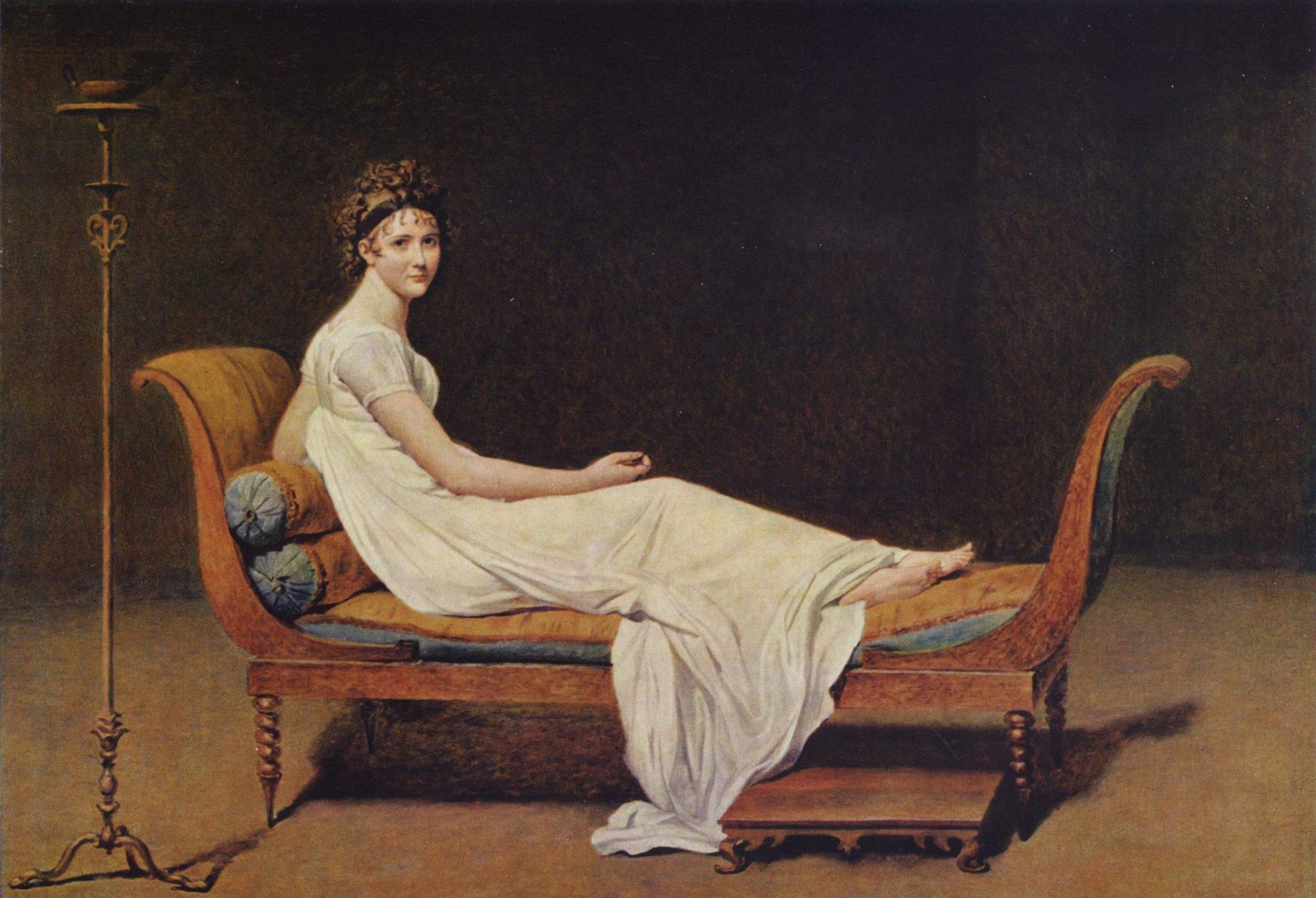
Jacques-Louis David: Madame Récamier auf einer Récamière, 1800.
Julie Récamiers Unterschrift:

Juliette oder Julie Récamier, geb. Jeanne Françoise Julie Adélaïde Bernard, genannt Madame Récamier (* 4. Dezember 1777 in Lyon; † 11. Mai 1849 in Paris) war eine französische Salonnière.

## Leben

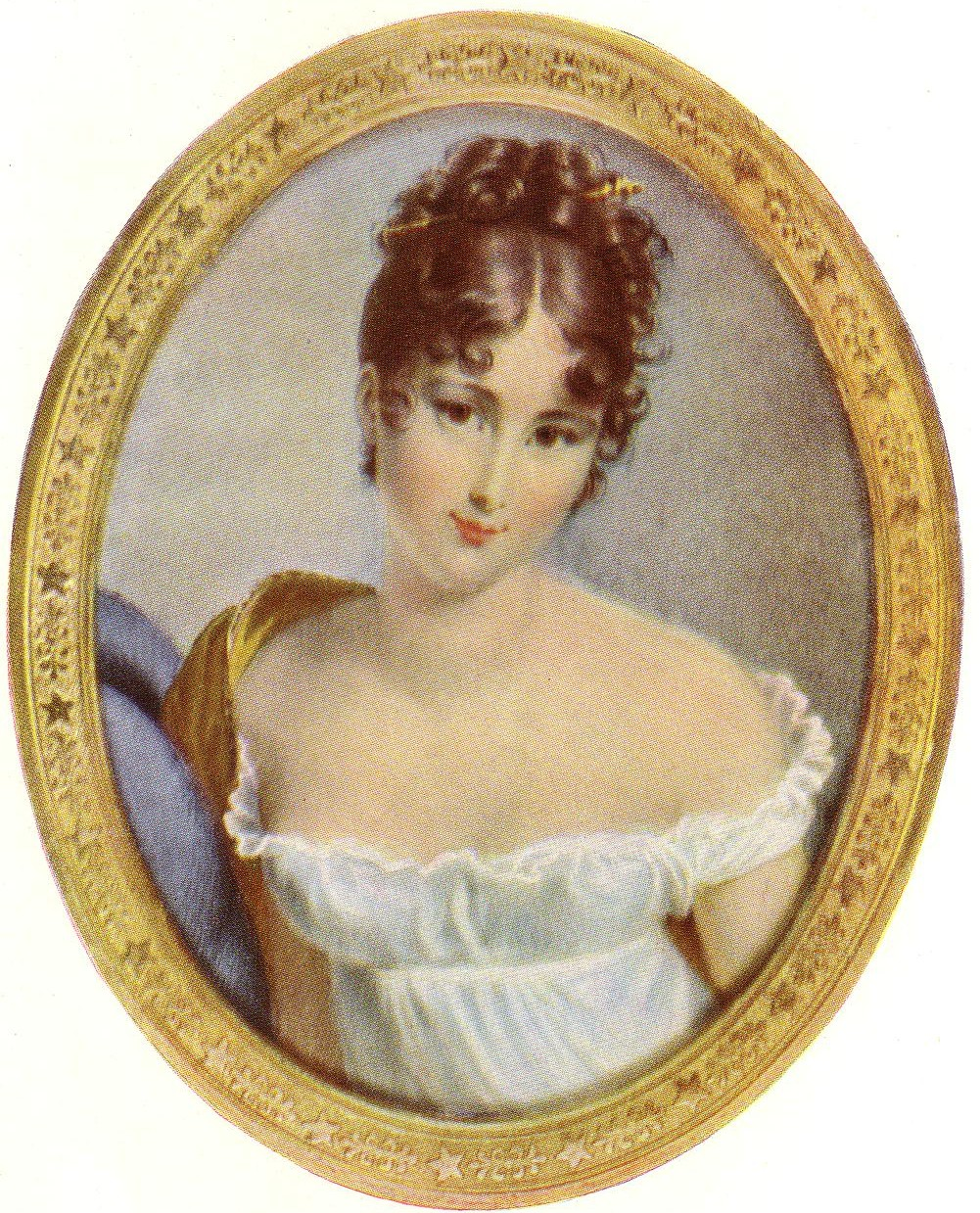
Nicolas Jacques: Juliette Récamier

Jeanne Françoise Julie Adélaïde Bernard war die einzige Tochter des Notars Jean Bernard und verbrachte ihre Kindheit und Jugend in vermögenden Verhältnissen in Lyon. Einige Jahre lebte sie im Mädchenkloster La Déserte, wo sie ihre Erziehung erhielt. Dann begleitete sie ihre Mutter nach Paris und wurde in der Gesangskunst unterrichtet, ferner im Klavierspielen und dem Spielen der Harfe. Als 12-jähriges Mädchen war sie mit ihrer Mutter Gast bei einem der letzten vom Königshaus in Versailles veranstalteten Empfänge und erntete von Königin Marie-Antoinette Beifall für ihre Anmut.
Am 24. April 1793 heiratete sie als 15-Jährige den mit ihren Eltern befreundeten reichen und wesentlich älteren Bankier Jacques-Rose Récamier (1751–1830) aus der einflussreichen großbürgerlichen Familie Récamier von Cressin-Rochefort. Diese Ehe soll rein platonischer Natur gewesen sein. Zu ihrer Zeit galt Madame Récamier als außerordentliche Schönheit. Sie besaß auch eine geistreiche und liebenswürdige Persönlichkeit und unterhielt seit den frühen Tagen des Konsulats einen Salon in Paris, der ein wichtiger Treffpunkt der oberen Gesellschaft, aber auch der Kritiker und politischen Gegner Napoleons war. Zu den Besuchern zählten Madame de Staël, die eng mit Madame Récamier befreundet war, Benjamin Constant, François-René de Chateaubriand und die Generäle Jean-Victor Moreau und Jean Baptiste Bernadotte. Letzterer war als General der Revolutionstruppen und verschiedenen administrativen Aufgaben aktiv und kämpfte später, erst Jahre nach seinen Salonbesuchen, als schwedischer Kronprinz auf Seiten der Alliierten gegen Napoleon. Sie pflegte überdies einen ausgedehnten Briefwechsel mit bedeutenden Persönlichkeiten.
Madame Récamiers Ablehnung, Hofdame der Kaiserin Joséphine zu werden, sowie ihre Verbindungen mit Royalisten und antibonapartistischen Personen machten sie politisch verdächtig. Napoleon ließ ihren Salon 1803 wegen staatsverräterischer Umtriebe schließen. Ihr Ehemann erlitt 1805 schwere finanzielle Verluste. Von Madame de Staël nach Coppet in die Schweiz eingeladen, gewann sie hier die Zuneigung des Prinzen August von Preußen. Es kam der Plan einer Scheidung von ihrem Gatten auf, damit sie den Prinzen heiraten konnte. Diesem gab sie auch 1807 ein Heiratsversprechen, zog es aber, obwohl ihr Mann mit der Scheidung einverstanden war, später wieder zurück. Stattdessen erhielt sie die Ehe aufrecht.

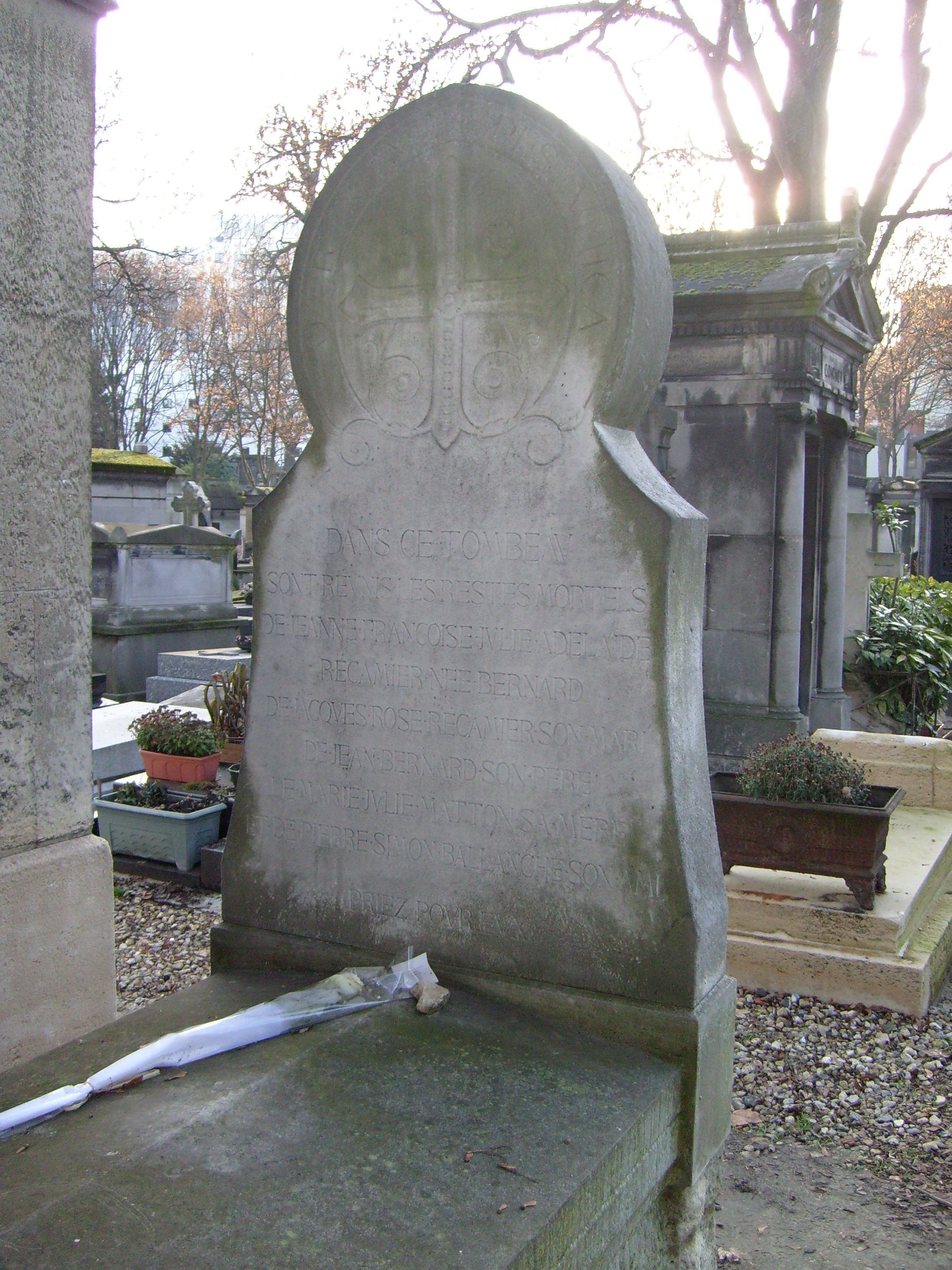
Grabstätte von Madame Récamier (und vier weiteren Verwandten), Cimetière de Montmartre (2009)

Napoleon verbannte Madame Récamier 1811 wegen ihrer regierungsfeindlichen Gesinnung aus Paris. Sie lebte nun zunächst in Châlons-sur-Marne, dann in Lyon, reiste im März 1813 nach Italien und nahm in Rom Quartier. Schließlich wurde sie im Dezember 1813 von Joachim Murat und dessen Ehefrau nach Neapel eingeladen und unterhielt zu ihnen äußerst gute Beziehungen. Nach Napoleons Sturz im April 1814 und der Restauration der Bourbonen kehrte sie nach Paris zurück und eröffnete ihren Salon wieder. Sie überzeugte Benjamin Constant, die Ansprüche Murats in einem an den Wiener Kongress gerichteten Memorandum zu vertreten.
Nach dem zweiten Bankrott ihres Gemahls 1819 trennte sich Madame Récamier von ihm und zog sich mit ihrer Nichte in die Abbaye-aux-Bois zurück, ein nahe Paris gelegenes Damenstift. Auch dort gab sie wieder Empfänge und wurde insbesondere von Chateaubriand sehr oft besucht.
Sie starb 1849 im Alter von 71 Jahren an der Cholera. Beerdigt wurde sie auf dem Friedhof von Montmartre in Paris.

## Rezeption
Juliette Récamier wurde von bedeutenden Künstlern gemalt, u. a. von François Gérard und Jacques-Louis David, der sie auf einer Récamière malte, einem nach ihr benannten Möbelstück in der Art eines Sofas. 
Büsten der Julie Récamier aus Marmor oder Gips erfreuen sich bis heute großer Beliebtheit.
Ihre Nichte und Adoptivtochter, Madame Lenormant, veröffentlichte Souvenirs et correspondance tirés de papiers de Madame Récamier.
Im Tafelservice berühmter Frauen von Vanessa Bell und Duncan Grant von 1934 ist ihr ein Teller gewidmet.